# Gavinana
Gavinana is een plaats (frazione) in de Italiaanse gemeente San Marcello Pistoiese.